# Semaeopus retributa
Semaeopus retributa är en fjärilsart som beskrevs av Louis Beethoven Prout 1938. Semaeopus retributa ingår i släktet Semaeopus och familjen mätare. Inga underarter finns listade i Catalogue of Life.